# مستشفى أوتاوا المدني
مستشفى أوتاوا المدني، (بالإنجليزية: Ottawa Civic Hospital) مستشفى تعليمي وأحد أقسام مستشفى أوتاوا الثلاثة (مستشفى أوتاوا العام ومستشفى رفرسايد أوتاوا). افتتح المستشفى عام 1924م بمدينة أوتاوا، كندا. يحوي 549 سريراً، ومركز القلب التابع لجامعة أوتاوا.

## الخدمات والبرامج
يُعد المستشفى قسم الإصابات الوحيد في المنطقة، ويعالج أهم وأخطر الحالات الصحية. ويعد أيضاً مركز المنطقة للعناية بأمراض القلب والسكتات الدماغية للمرضى من أونتاريو الشرقية إلى كيبك الغربية. يحوي المستشفى أيضاً مركز جامعة أوتاوا للمحاكاة والتدريب - أكبر مركز في كندا وأحد أكبر المراكز في أمريكا الشمالية-، و برنامج العناية بكبار السن في أونتاريو، مركز صحة الثدي ومركز السمنة.